# سفارت قبرس در واشینگتن
سفارت قبرس در واشینگتن (به انگلیسی: Embassy of Cyprus) یک منطقهٔ مسکونی در ایالات متحده آمریکا است که در واشینگتن، دی.سی. واقع شده‌است.